# Vasile Ungureanu (politician)
Vasile Ungureanu (n.  ?) este un fost senator român în legislatura 1996-2000 ales în județul Gorj pe listele partidului PNL. În cadrul activității sale parlamentare, Vasile Ungureanu a fost membru în grupurile parlamentare de prietenie cu Republica Populară Chineză și Republica Orientală a Uruguayului. Vasile Ungureanu a fost magistrat la Tribunalul din Arad până în 2005.